# Eupithecia cinnamomeata
Eupithecia cinnamomeata là một loài bướm đêm trong họ Geometridae.